# 巨峰葡萄
巨峰葡萄（日语：／ Kyohō）是釀酒葡萄的一个变種，由日本培育，在亞洲所生產的葡萄之中形狀最大的種類，故在日本又叫作「葡萄之王」。

## 歷史
1919年位於東京都港區麻布的「大井上理農學研究所」成立。同年，研究所搬到静岡縣田方郡下大見村（今静岡縣伊豆市中伊豆町），真正開始對葡萄的研究。
1937年農業學者大井上康在靜岡縣下大見村（今静岡縣伊豆市中伊豆町）的「大井上理農学研究所」開始將澳洲品種(centennial) 與日本岡山縣產的品種「石原早生」進行雜交。
1942年成功研發出適合日本高溫多雨潮濕氣候的四倍體葡萄品種。品種名。商標名「巨峰」。后来因为栽培地增多，名称一般化。
1964年，由賴炳芳引進台灣。

## 栽培發祥地
- 福岡縣久留米市田主丸町

## 產地
- 日本山梨县山梨市、长野县中野市、須坂市等。

山梨県山梨市生産量日本第一
※ 農林水産省「果樹生産出荷統計」（2004年）
- 山梨県山梨市5,480t（牧丘町含む）
- 長野県中野市5,390t
- 長野県須坂市4,280t
- 長野県長野市
- 長野県東御市
- 山梨県
  - 山梨市牧丘町3,320t
  - 笛吹市一宮町2,160t
- 栃木県
  - 栃木市（旧栃木市域、大平町［大平町ぶどう団地］、岩舟町、藤岡町）
- 埼玉県
  - 秩父郡市（秩父市、横瀬町、皆野町、長瀞町）
  - 南埼玉郡宮代町
  - 北足立郡市（伊奈町、鴻巣市、上尾市、北本市、さいたま市、新座市）
  - 川越市
  - 加須市

※ 農林水産省「果樹生産出荷統計」（2004年）
- 中国大陆上海市
- 中国大陆煙台市
- 美国加利福尼亚州中央谷地。
- 臺灣彰化縣大村鄉、溪湖鎮以及苗栗縣卓蘭鎮、南投縣信義鄉等。
- 智利
- 香港元朗[2][3]及沙頭角[4]。